# Kloster Wülfersberg

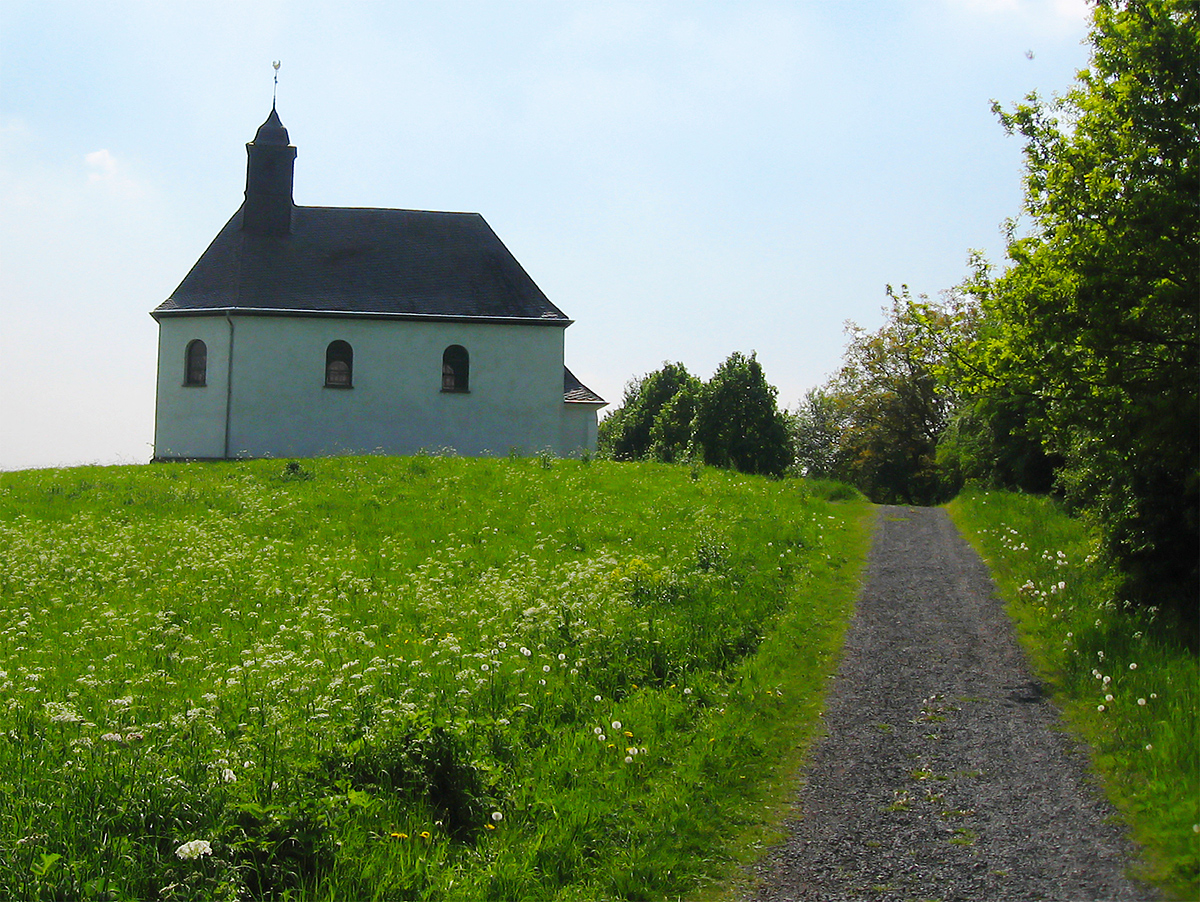
Wülfersbergkapelle

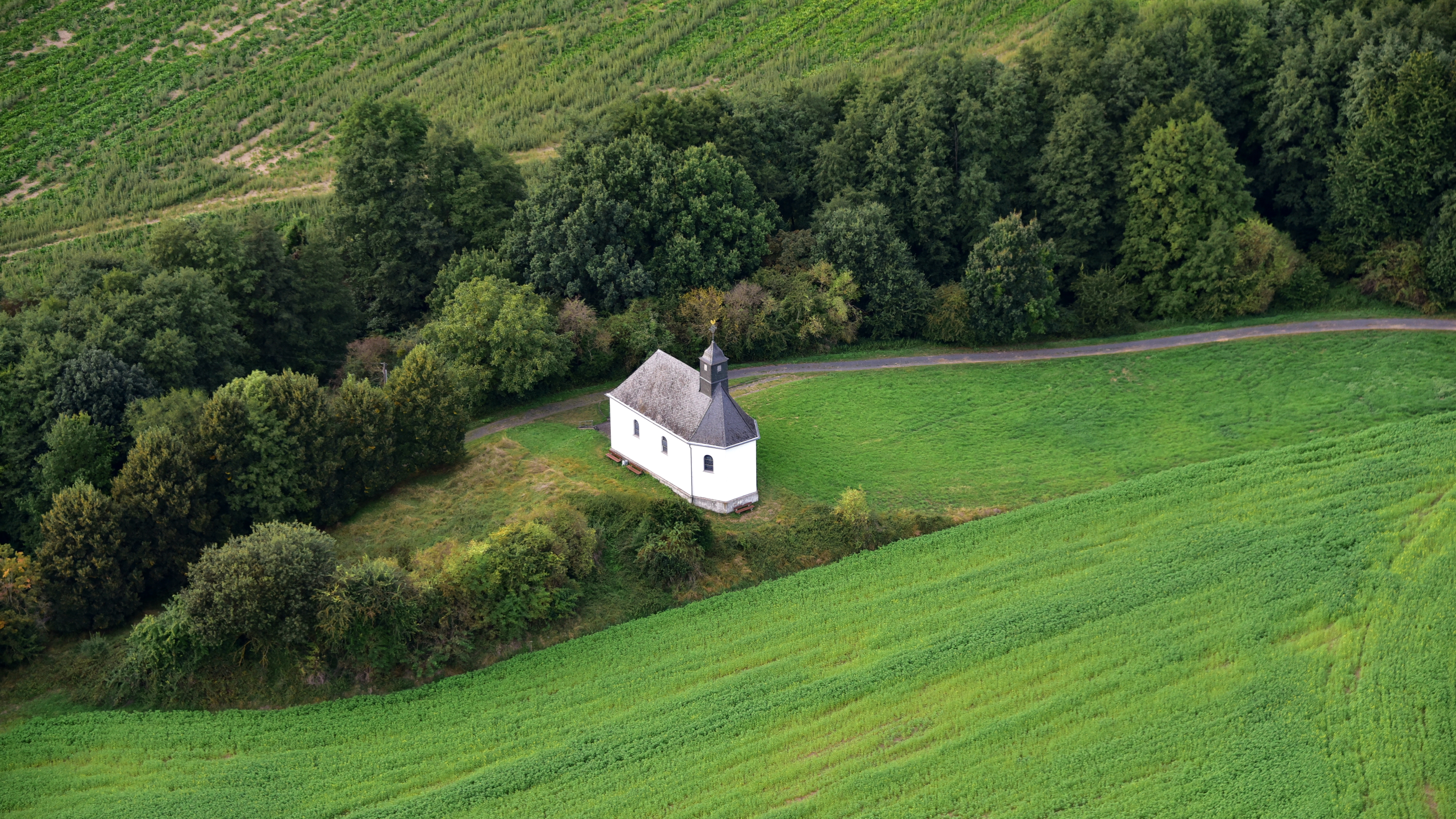
Wülfersbergkapelle, Luftaufnahme (2016)

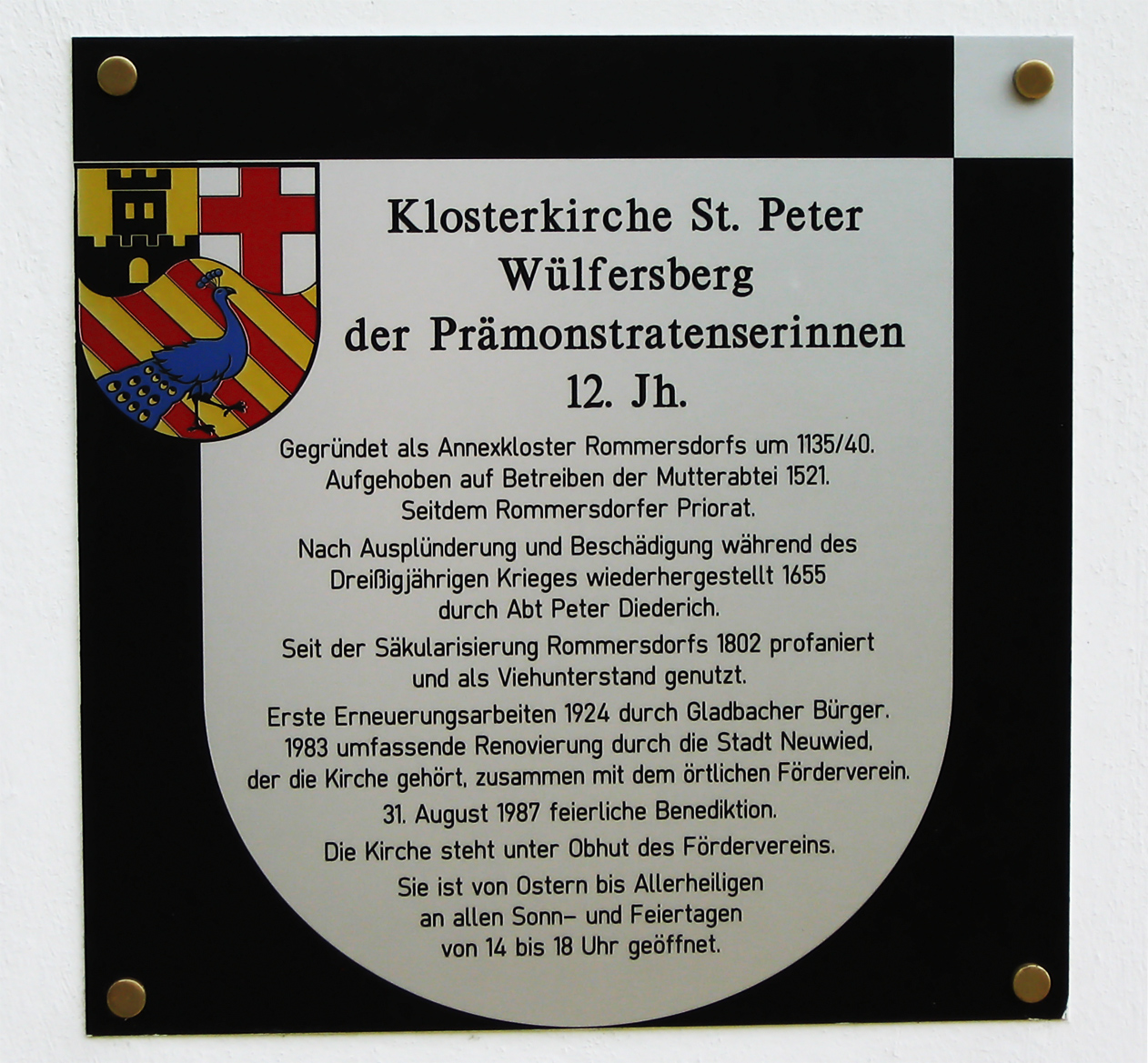
Plakette am Eingang

Das Kloster Wülfersberg war ein von etwa 1140 bis 1521 bestehendes Kloster der Prämonstratenserinnen. Es lag im heutigen Neuwieder Stadtteil Gladbach im rechtsrheinischen nördlichen Rheinland-Pfalz. Geblieben ist die sehenswerte Wülfersberg-Kapelle.

## Geschichte
Das Kloster Wülfersberg war ein Filialkonvent der nur etwa einen Kilometer entfernten Abtei Rommersdorf im heutigen Stadtteil Heimbach-Weis von Neuwied. Das Kloster Wülfersberg war spätestens um 1140 gegründet worden. 1179 wurde die Gütertrennung zwischen der Mutterabtei Rommersdorf und Wülfersberg vollzogen. Nach zahlreichen Schenkungen konnte das Kloster etwa zur Mitte des 13. Jahrhunderts seine wirtschaftliche Eigenständigkeit erlangen.
Die erhaltene Klosterkirche, die im Volksmund oft nur Peterskirche genannt wurde, war neben dem hl. Petrus auch der hl. Jungfrau Maria und dem Erzengel Michael geweiht. Die kriegerischen Wirren des Mittelalters und die damit verbundenen Kosten, die teilweise nur durch den Verkauf der Güter gedeckt werden konnten, die als Existenzgrundlage galten, führten letztlich dazu, dass das Kloster 1521 aufgelöst wurde. Die noch dort lebenden Ordensschwestern wurden in andere Klöster umgesiedelt, die Güter fielen an das Mutterkloster.
Um 1655 kam es zu umfangreichen Restaurierungsmaßnahmen, welche durch den damaligen Rommersdorfer Abt Petrus Dietrich (auch Diederich) veranlasst worden waren. Die Kirche wurde im Oktober 1655 wieder rekonziliiert. Klösterliches Leben gab es fortan in Wülfersberg aber nicht mehr.
Im Zuge der Säkularisation gab es im Jahr 1804 Bestrebungen der Gladbacher Gemeinde, die Steine der Kirche von Wülfersberg zur Erweiterung der zu klein gewordenen Dorfkapelle zu benutzen. Diesem Ansinnen wurde jedoch nicht zugestimmt, so dass die Kirche trotz Plünderungen, landwirtschaftlicher Nutzung und zeitlich bedingtem Verfall, nachdem die Stadt Neuwied das Gelände mit der Kirche erworben und die Kirche restauriert hat, heute wieder als Kapelle genutzt werden kann.